# Dynamisk webbsida
Innehållet i en dynamisk webbsida kan förändras till skillnad från statiska webbsidor där innehållet hela tiden är detsamma. En dynamisk webbsida kan till exempel ha en klocka som hela tiden visar aktuell tid. Principen för en dynamisk webbsida är att en statisk sida byggd i HTML skapas på servern precis innan den ska skickas till webbläsaren på klientdatorn. Dynamiska webbsidor blir riktigt kraftfulla när de interagerar med en databas. En sökmotor är ett exempel på en vanligt förekommande dynamisk sida. 
ASP, PHP, JSP, CGI är exempel på andra tekniker som används för att skapa dynamiskt innehåll på webben. Wikipedia använder PHP för att generera dynamiska webbsidor.